# Pseudoblothrus strinatii
Espèce
Pseudoblothrus strinatii est une espèce de pseudoscorpions de la famille des Syarinidae.

## Distribution
Cette espèce se rencontre dans des grottes du massif du Jura en Suisse dans le canton de Neuchâtel et en France dans le Doubs à Chenecey-Buillon dans le gouffre des Granges-Mathieu,.

## Description
Le mâle holotype mesure 3,2 mm

## Systématique et taxinomie
Cette espèce a été décrite d'après un holotype provenant de la grotte de Pertuis dans le Jura neuchâtelois par Max Vachon en 1954.

## Étymologie
Cette espèce est nommée en l'honneur de Pierre Strinati.

## Publication originale
- Vachon, 1954 : Remarques morphologiques et anatomiques sur les Pseudoscorpions (Arachnides) appartenant au genre Pseudoblothrus (Beier) (Fam. Syarinidae J.C.C.) (à propos de la description de P. strinatii n. sp., des cavernes de Suisse). Bulletin du Muséum national d’Histoire naturelle, sér. 2, vol. 26, p. 212-219 (texte intégral).